# Antonio Despuig y Dameto

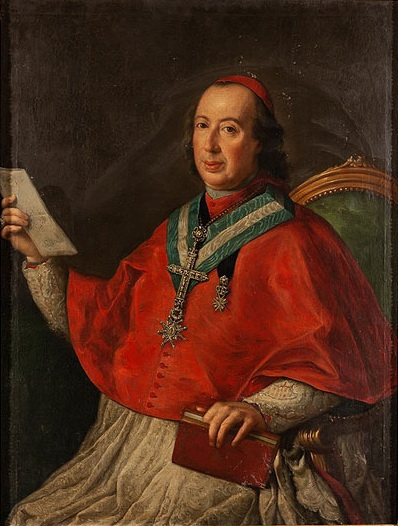
Antonio Despuig y Dameto

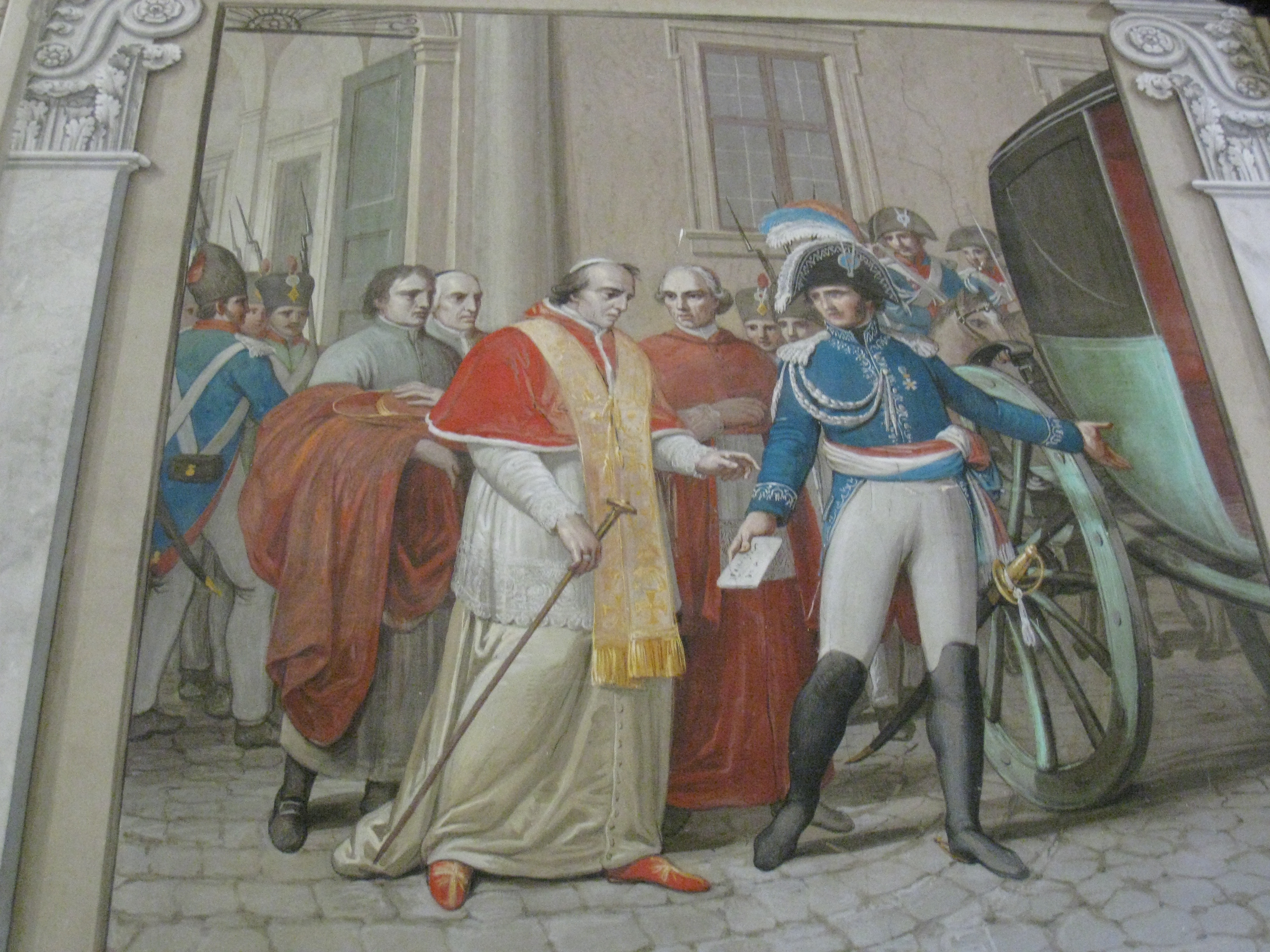
Arrestatie van paus Pius VII en andere kardinalen, onder meer Dameto door napoleontische troepen (1809)

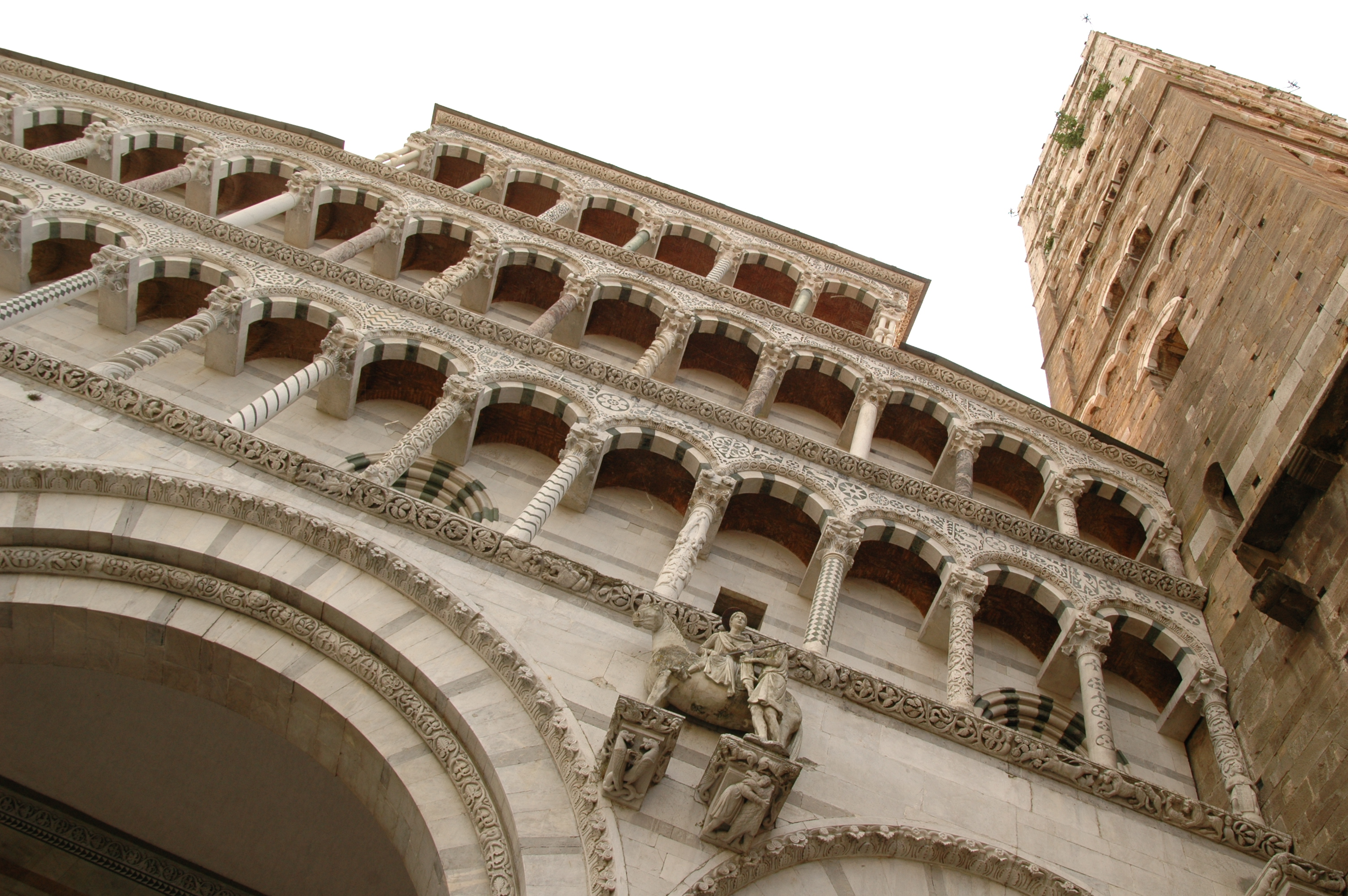
Kathedraal van Lucca (eerste begraafplaats van Dameto 19e-20e eeuw)

Antonio Despuig y Dameto (30 maart 1745 Palma de Mallorca - 2 mei 1813 Lucca) was een Spaans bisschop en kardinaal, Latijns patriarch van Antiochië alsook camerlengo van de Apostolische Kamer (1810-1813).
Hij is bekend voor zijn arrestatie in 1809, tezamen met paus Pius VII en andere kardinalen. Alzo was hij de belangrijkste Spaanse getuige van de napoleontische annexatie van de Pauselijke Staat: Rome werd een departement van het Franse keizerrijk.

## Spanje
Dameto werd geboren uit adellijke ouders, afstammelingen van oude adel van het koninkrijk Aragon op het eiland Mallorca. Na het behalen van zijn priesterschap was hij eerst werkzaam aan de universiteit van Mallorca. Vanuit deze universitaire functie kreeg hij van Karel III van Spanje de opdracht om te zetelen in de kerkelijke rechtbank Sacra Rota Romana in Rome, namens de kroon van Aragon. Zijn kerkelijke carrière in Spanje bestond uit achtereenvolgens benoeming tot bisschop van Orihuela (1791), aartsbisschop van Valencia (1795) en aartsbisschop van Sevilla (1795). Aartsbisschop Dameto was de promotor van de zaligverklaring van de Spaanse heilige Catalina Tomas. Van paus Pius VI kreeg hij de eretitel Latijns patriarch van Antiochië (1799). Toen Pius VI datzelde jaar in ballingschap werd gedreven door de Fransen en overleed, betaalde patriarch Dameto eerst mee voor de kosten van de paus in gevangenschap en nadien voor de begrafenis in Rome. De opvolger van Pius VI, Pius VII benoemde Dameto tot kardinaal (1803). Dameto kreeg als titelkerk San Callisto in het Romeinse Trastevere.

## Rome
Dameto verbleef meer en meer aan de Romeinse Curie, meer dan dat hij in Sevilla verbleef. Hij werd aartspriester van de basiliek van Santa Maria Maggiore in Rome (1803). Vanaf 1808 werd hij een van de directe medewerkers van paus Pius VII en zijn staatssecretaris Bartolomeo Pacca. De paus was in het nauw gedreven door de Franse bezetting van de pauselijke staat door de Franse troepen van Napoleon Bonaparte. Een banvloek van de paus op al wie de pauselijke staat bedreigde, haalde niet veel uit. In de nacht van 6 op 7 juli 1809 beukten de Fransen zich binnen in het pauselijke Quirinaalpaleis in Rome. De paus had er zich verschanst met zijn curiekardinalen. Paus Pius VII en staatssecretaris Pacca gingen in ballingschap op Frans bevel; Dameto zelf bleef in Rome gevangen in een gevangenis. Er is controverse of Napoleon persoonlijk het bevel van deze arrestatie heeft gegeven dan wel of de plaatselijke generaal Etienne Radet ijverig de top van de pauselijke staat oppakte. In ieder geval, het kwam Napoleon goed uit en hij annexeerde Rome als een Frans departement in zijn keizerrijk. Rome werd de tweede hoofdstad van zijn keizerrijk, na Parijs.

## Ballingschap: Fontainebleau en Lucca
In november-december 1809 brachten de Fransen Dameto naar Fontainebleau, waar de paus verbleef. Dameto weigerde het (tweede) huwelijk van Napoleon bij te wonen, met Marie Louise. Omwille van zijn zwakke gezondheid kon Dameto, op zijn verzoek, zijn ballingschap verder zetten in het Italiaanse Lucca (1810). Hij werd er camerlengo van de Apostolische Kamer. De laatste jaren van zijn leven hield hij zich bezig met het verzamelen van kunstwerken. Hij stockeerde deze op het familiaal domein Raixa op het eiland Mallorca. Hij schonk ook boeken aan de bibliotheek van Palma de Mallorca en betaalde voor het praalgraf van de heilige Catalina Tomas in de Maria Magdalenakerk in diezelfde stad. Hij stierf in Lucca in 1813.
In 1993 werden de stoffelijke resten overgebracht van Lucca naar Palma de Mallorca, waar hij herbegraven werd in de kerk van Maria Magdalena. Op het plein voor de Magdalenakerk werd voor hem een borstbeeld opgericht in 2005.
- Biblioteca Nacional de España: XX905034
- Bibliothèque nationale de France: cb14998818b (data)
- Catàleg d'autoritats de noms i títols de Catalunya: 981058512166706706
- Gemeinsame Normdatei: 123809096
- International Standard Name Identifier: 0000 0001 2279 5877
- Library of Congress Control Number: n94101738
- Nationale bibliotheek van Australië: 49513976
- RKD-Nederlands Instituut voor Kunstgeschiedenis: 462351
- Système universitaire de documentation: 170316211
- Trove: 1507593
- Virtual International Authority File: 47678855
- WorldCat: E39PBJgCPQqbh9TqRw6B4vmmVC